# Kibariania
Kibariania is een geslacht van rechtvleugeligen uit de familie Thericleidae. De wetenschappelijke naam van dit geslacht is voor het eerst geldig gepubliceerd in 1977 door Descamps.

## Soorten
Het geslacht Kibariania omvat de volgende soorten:
- Kibariania polychroma Descamps, 1977
- Kibariania rubroornata Descamps, 1977